# رود مانیچ
رود مانیچ (به لاتین: Manych) یک رود در روسیه است که در استان روستوف واقع شده‌است.